# Balsamskogstrast
Balsamskogstrast (Catharus bicknelli) är en hotad fågel i familjen trastar som förekommer i ett litet område i nordöstra Nordamerika.

## Kännetecken

### Utseende
Balsamskogstrast är en liten (16–19  cm) trast. Ovansidan är brunbeige, undersidan vit med tydligt svartfläckade strupsidor och gräddbeigefärgat bröst. Den är gråaktig på kinder och tygel medan stjärten är mörkt rödbrun. Jämfört med gråkindad skogstrast (C. minimus), som den tidigare behandlades som en del av, är den mindre med brunare ovansida, ljusare tygel, mer beigefärgat bröst och gul, ej skäraktig, undre näbbhalva. Beigekindad skogstrast (C. ustulatus) har en tydlig ögonring.

### Läten
Sången beskrivs i engelsk litteratur som ett ljust "chook-chook wee-o wee-o wee-o-tee-t-ter-ee" som faller på slutet. Lätet är en hård och böjd vissling.

## Utbredning och systematik
Fågeln häckar på Newfoundland och näraliggande områden i Kanada och nordöstra USA. Vintrarna tillbringar den på ön Hispaniola. Tidigare behandlades den som underart art till gråkindad skogstrast (C. minimus).

## Status
Internationella naturvårdsunionen IUCN betraktar balsamskogstrasten som hotad och placerar den i hotkategorin sårbar. Den tros minska kraftigt i antal på grund av habitatförlust, både på häckplats och i övervintringsområdet. Världspopulationen uppskattas till cirka 80 000 vuxna individer.

## Namn
Fågelns vetenskapliga artnamn hedrar Eugene Pintard Bicknell (1859-1925), amerikansk bankman, botaniker, ornitolog och en av de grundande medlemmarna i American Ornithologist's Union. Tidigare kallades den bicknellskogstrast även på svenska, men tilldelades 2023 ett mer informativt namn av BirdLife Sveriges taxonomikommitté. Namnet balsamskogstrast syftar på artens nära association med balsamgranen.